# À huis clos (film, 1927)
Pour les articles homonymes, voir Unter Ausschluß der Öffentlichkeit.
Pour le film italien de Dino Risi, voir À huis clos.
Pour plus de détails, voir Fiche technique et Distribution.
À huis clos (titre original : Unter Ausschluß der Öffentlichkeit) est un film allemand réalisé par Conrad Wiene, sorti en 1927.

## Fiche technique
- Titre original : Unter Ausschluß der Öffentlichkeit
- Réalisation : Conrad Wiene
- Scénario : Johannes Brandt et Joseph Than
- Photographie : Rudolph Maté
- Musique : Hansheinrich Dransmann (en)
- Pays de production : République de Weimar
- Format : Noir et blanc - 1,33:1 - Film muet
- Date de sortie : 1927

## Distribution
- Werner Krauss : Ibrahim Hulam
- Maly Delschaft : Eva
- Vivian Gibson (en) : Anita
- William Dieterle : Fritz Sehring
- Henry Stuart (en) : Hans v. Romberg
- Ida Wüst : Bibiana de la Motte
- Jakob Tiedtke : Eberhard v. Schlenk
- Julius Falkenstein : Herr v. Bisam
- Karl Elzer : Charly
- Hermann Picha